# Borís Godunov
|  | Per a d'altres significats, vegeu Borís Godunov (desambiguació) |

Borís Fiódorovitx Godunov (rus: Бори́с Фёдорович Годуно́в) (c. 1551 - 23 d'abril [13 d'abril en el calendari julià] de 1605) fou el regent de Rússia des de 1584 a 1598, quan passà a ser tsar de Rússia del 1598 al 1605.

## Primers anys
Borís va ser el membre més famós d'una antiga i ara extinta família russa d'origen tàtar, que havien migrat des de l'Horda d'Or a Kostromà a principis del segle xiv. La carrera de serveis de Boris va començar a la cort d'Ivan el Terrible. És esmentat el 1570 per haver pres part en la campanya de Serpeisk com a arquer de la guàrdia. L'any següent, es va convertir en membre de la temuda Oprítxnina.
El 1571 va consolidar la seva posició a la cort mitjançant la seva unió amb Maria, la filla del favorit d'Ivan IV Maliuta Skurátov. El 1580 el tsar va elegir Irene, la germana de Borís, per ser l'esposa del seu fill el tsarèvitx Teodor, de 14 anys, moment en el qual Borís va ser elevat al rang de boiar. En el seu llit de mort Ivan va designar un consell format per Borís, Teodor Nikítitx Romànov, i Vassili Xúiski juntament amb altres Romànov, com a guardes i consellers del seu fill i successor, Teodor I, que malgrat els seus 27 anys, no era gaire intel·ligent i a més era summament malaltís. «Ell es refugiava en la religió per protegir-se dels perills palatins, i tot i que el seu poble l'anomenava sant, al mateix temps reconeixien que no tenia el tremp necessari per governar el seu poble».

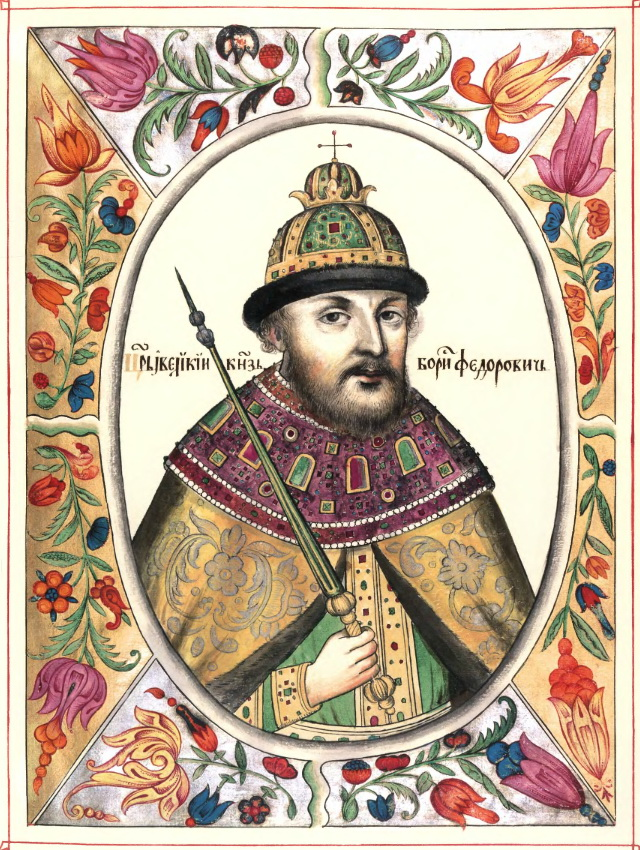
El tsar Borís I, que va tenir l'honor de ser l'únic tsar amb aquest nom

En morir Ivan, també deixà un altre fill de tres anys Dmitri Ivànovitx (1581-1591), que havia nascut del seu setè i últim matrimoni. Atès que l'Església Ortodoxa reconeixia només els seus tres primers casaments, i els fills haguts en ells com legítims, tècnicament Dmitri (i la família de la seva mare) no tenien cap dret sobre el tron.
Tot i així, el Consell, en breu temps després de la mort d'Ivan, va mudar Dmitri juntament amb la seva mare Maria Nagaia a Úglitx, a uns 190 quilòmetres de Moscou. Dmitri mor en aquest lloc al cap d'alguns anys a l'edat de 10 anys (1591). Xúiski encapçala una missió oficial per determinar les causes de la seva mort, i el veredicte oficial és que el nen es va tallar la gola durant un episodi epilèptic. La vídua d'Ivan va denunciar que el seu fill havia estat assassinat per agents que responien a Godunov. Mai es va poder establir la culpabilitat de Godunov i poc temps després la mare de Dmitri va ser obligada a prendre els hàbits.

## Exercici del poder (regent)

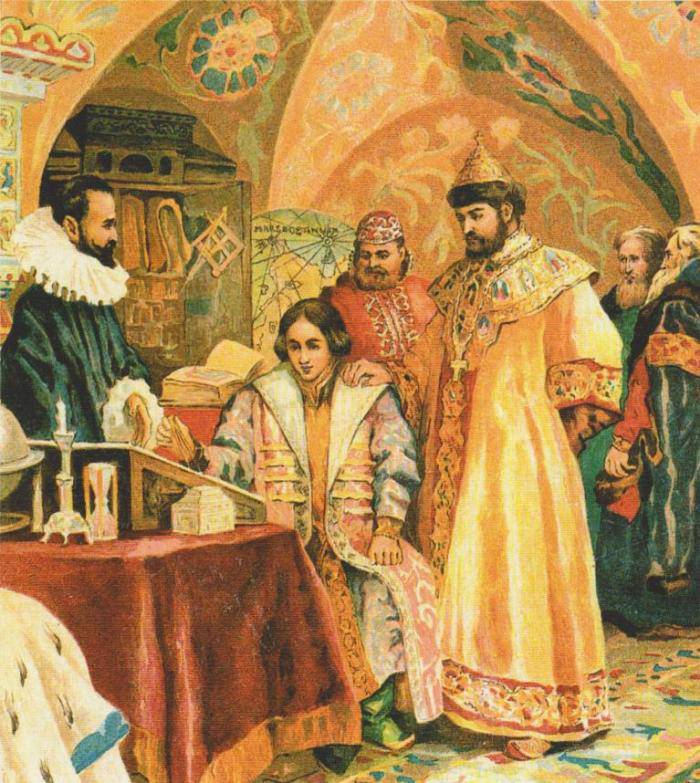
Boris Godunov Supervisant els estudis del seu Fill, pintura per N. Nekrasov (s. XIX)

El regnat de Teodor va començar amb una revolta a favor de l'infant tsarevitx Dmitri, el fill de la cinquena dona d'Ivan, Maria Nagaia, que va acabar amb el desterrament del tsarevitx i de la seva mare i familiars, a la seva reclusió a Úglitx. En ocasió de la coronació del tsar el 31 de maig, de 1584, Borís va obtenir honors com a part del consell de cinc homes, amb tot ell va dur a terme el segon lloc durant el curs de la vida de l'oncle del tsar Nikita Romànovitx, que al morir, a l'agost, el va deixar sense un rival seriós.
Una conspiració en contra per part de tots els altres boiars importants i el metropolità Dionís II, que buscava trencar el poder de Borís mitjançant el divorci del tsar de la germana de Godunov, va acabar en el càstig o la caiguda en desgràcia dels membres del complot. El poder de Godunov va créixer fins a ser omnipotent. La direcció dels assumptes del regne va passar completament al seu control, i ell es relacionava amb els prínceps estrangers com un d'ells.
Les seves polítiques eren en general pacífiques, i molt prudents. El 1595 va aconseguir recuperar els pobles que havia capturat Suècia durant el regnat previ. Cinc anys abans havia derrotat un atac tàrtar sobre Moscou, motiu pel qual li va ser conferit el títol de koniushi, un títol antic amb més dignitat que el de boiar. Va mantenir una posició independent respecte de Turquia, donant suport a una facció antiturca a Crimea, i donant suport a l'emperador amb subsidis en la seva guerra contra el sultà.
Borís va fomentar el comerç dels mercaders anglesos amb Rússia, en ser exceptuats del pagament d'impostos. Va civilitzar les fronteres del nord-est i sud-est de Rússia en construir nombroses ciutats i fortaleses per mantenir sota control a les tribus tàtares. Entre aquests pobles es trobaven Samara, Saràtov, Vorónej, Tsaritsin, i altres poblats més petits. També va fomentar la recolonització de Sibèria, que s'havia sortit de la influència de Rússia, i va ordenar la fundació de nombrosos assentaments, inclòs Tobolsk entre d'altres.
Durant el seu govern, l'Església Ortodoxa Russa va rebre el seu patriarcat, la qual cosa la va equiparar amb les antigues esglésies orientals i l'emancipà de la influència del patriarca de Constantinoble. Aquesta reforma va significar complaure el tsar regnant, ja que Teodor tenia grans interessos en els assumptes de l'Església.
La seva reforma domèstica més important va ser el decret de 1587 que va prohibir als camperols canviar-se d'un senyor a un altre, de manera que van quedar adherits a la terra. L'objecte d'aquesta ordenança era assegurar ingressos, però això va conduir a la institució de la servitud en la seva forma més molesta.

## Tsar de Rússia

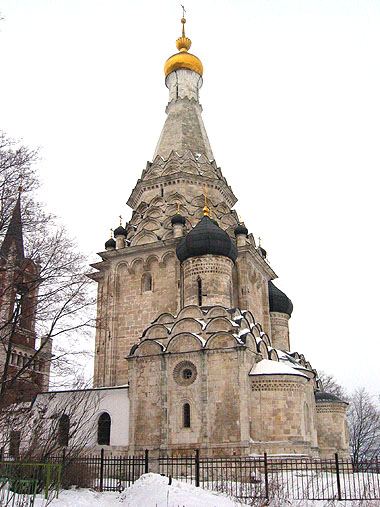
Tomba de Godunov prop de Moscou

En morir el tsar Teodor (7 de gener de 1598) sense deixar descendència, l'ambició i l'instint de supervivència van empènyer a Boris a apoderar-se del tron. De no haver pres aquesta iniciativa, és probable que, en el millor dels casos, la seva destinació hagués estat quedar confinat en un monestir. La seva elecció va ser proposada pel patriarca Job de Moscou, qui tenia la convicció que Boris posseïa les qualitats apropiades per poder governar enmig de les extremes dificultats de la situació existent. No obstant això, Borís, solament acceptaria el tron quan l'hi oferís el Zemski Sobor, o l'assemblea nacional, que es reuní el 17 de febrer, i que el trià per decisió unànime el 21 de febrer. L'1 de setembre Borís va ser coronat tsar en una cerimònia solemne.
Durant els primers anys del seu regnat va gaudir de molta popularitat, va governar sàviament i va establir un clima de prosperitat. Borís va entendre la necessitat que tenia Rússia de créixer i arribar al progrés intel·lectual existent a Europa, i per això va fomentar nombroses reformes socials i educatives. Va ser el primer tsar que va importar gran quantitat de mestres estrangers, el primer a enviar joves russos a rebre educació en altres països, i el primer a permetre que es construïssin esglésies luteranes a Rússia. Després de guanyar la guerra russo-sueca, va veure la necessitat de crear un acord sobre la mar Bàltica i va intentar annexionar-se Livònia mitjançant gestions diplomàtiques. Va conrear bones relacions amb els països escandinaus, amb l'objectiu de fomentar llaços de sang amb les cases reials d'aquests estats, i així augmentar la dignitat de la seva pròpia dinastia.
Indubtablement, Borís va ser un dels més grans tsars de Rússia. Però les seves enormes qualitats es van veure enfosquides per la seva personalitat desconfiada, que feia que li fos impossible tractar de forma cordial a aquells que l'envoltaven. La seva por a possibles pretendents al tron el van induir a prohibir que alguns dels més importants boiars contraguessin matrimoni. També va promoure l'existència d'informants i va perseguir als sospitosos prenent com a referència una suposada "informació" obtinguda per aquells mitjans. La família Romànov va sofrir especialment a causa d'aquest comportament. Tampoc no va acceptar una unió personal que li va proposar en 1600 una missió diplomàtica encapçalada per Lew Sapieha de la Mancomunitat de Polònia-Lituània. Borís va morir el 13 d'abril de 1605, d'una aturada cardíaca després d'una perllongada malaltia, el seu fill, Teodor II de Rússia, el va succeir durant uns pocs mesos i després va ser assassinat, igual que la seva vídua, per enemics dels Godunov a Moscou el 10 de juny/20 de juliol de 1605. El seu fill primogènit Ivan havia nascut el 1587 i va morir el 1588, i la seva filla Ksènia, nascuda el 1582, va ser compromesa amb Johann de Schleswig-Holstein, nascut el 9 de juliol de 1583, però ell va morir el 28 d'octubre de 1602 poc temps abans d'anunciar el seu casament, ella va morir soltera el 30 de maig de 1622 i va ser enterrada al Monestir de Santa Trinitat.